# Loriol-du-Comtat
Loriol-du-Comtat är en kommun i departementet Vaucluse i regionen Provence-Alpes-Côte d'Azur i sydöstra Frankrike. Kommunen ligger i kantonen Carpentras-Nord som tillhör arrondissementet Carpentras. År 2022 hade Loriol-du-Comtat 2 481 invånare.

## Befolkningsutveckling
Antalet invånare i kommunen Loriol-du-Comtat
| Referens: INSEE |